# Clusia ildefonsiana
Clusia ildefonsiana là một loài thực vật có hoa trong họ Bứa. Loài này được A.Rich. ex Planch. & Triana mô tả khoa học đầu tiên năm 1860.